# فرودگاه پوورتی هولوو
 فرودگاه پوورتی هولوو (به انگلیسی: Poverty Hollow Airport) یک فرودگاه خصوصی است که یک باند فرود چمن دارد و طول باند آن ۲۱۳ متر است. این فرودگاه در کشور ایالات متحده آمریکا قرار دارد و در ارتفاع ۱۰۰ متری از سطح دریا واقع شده است.